# Capsula batterica
Con il termine capsula batterica si tende ad individuare, in modo un po' improprio, una serie di strutture che rivestono alcune cellule batteriche; più corretto, vista la composizione di queste componenti batteriche, sarebbe il termine glicocalice, con il quale si indicano solitamente strutture di rivestimento cellulare di natura saccaridica.
Tutte le componenti vengono a posizionarsi sull'esterno rispetto alla parete cellulare, e spesso alcune componenti della parete stessa contribuiscono alla formazione della capsula.
Le strutture componenti la "capsula", dall'interno verso l'esterno, sono: 
- Strato S[senza fonte]
- Capsula propriamente detta
- Strato Mucoso

in alcuni batteri, soprattutto in quelli che vivono in habitat acquatico non stagnante, è presente una particolare struttura che prende il nome di "Guaina".

## Strato S
Lo strato S, così come l'intera capsula, non è una struttura di fondamentale importanza per le cellule batteriche e può non essere presente; si tratta della componente più interna della capsula, ed è costituito essenzialmente da proteine e glicoproteine che si autoassemblano in dimeri, trimeri ed esameri, a formare una specie di rete proteica con dei pori acquosi al centro dei polimeri proteici, che fungono come dei veri e propri canali attraverso i quali lo strato S filtra probabilmente il passaggio di alcune sostanze.
La funzione dello strato S non è ancora ben definita, ma si ritiene che abbia un ruolo di filtro molecolare grazie alla presenza di questi pori (2-3 nm di diametro) che impedirebbero l'ingresso di molecole di dimensioni superiori, quali alcuni enzimi litici, potenzialmente dannose per la cellula.
A confermare questa teoria, o comunque un collegamento fra la funzione dello strato S e l'ambiente in cui il batterio si trovava a crescere, vi è il fatto che, batteri che producono lo strato S, se propagati in vitro, tendono dopo un paio di generazioni a perdere questa struttura;
i batteri, così come molti organismi unicellulari, hanno la tendenza a non produrre un determinato elemento cellulare se questo non comporta un qualche genere di vantaggio (in modo da ottimizzare il più possibile l'energia disponibile): la perdita dello strato S nella propagazione in vitro, lascia supporre che la sua funzione venga meno in un ambiente controllato, che non presenta sostanze dannose per il batterio stesso, e questo sosterrebbe la teoria del filtro molecolare.

## Capsula propriamente detta
La capsula propriamente detta è una struttura spazialmente intermedia della capsula batterica; è localizzata tra lo strato S e lo strato mucoso.
Fra le strutture elencate è quella più definita, sia dal punto di vista strutturale che da quello funzionale.
Anch'essa, come lo strato S, non è solitamente fondamentale per la vita del batterio (anche se, come vedremo, offre numerosi vantaggi) e, quindi, può o meno essere presente (alcuni batteri non hanno i geni per la sintesi della capsula e quelli che li hanno non sempre ne producono una). 

### Funzioni
Tutte le funzioni che la capsula svolge, sono intimamente legate alla sua composizione: la capsula è composta essenzialmente da polimeri polisaccaridici, che possono essere omopolimeri (destrani, composti da glucosio, o levami, composti da fruttosio), oppure eteropolimeri (come l'acido ialuronico). In alcuni casi, più rari, la capsula può essere composta da polipeptidi, come nel genere B.antracis.
Da queste basi, ne conseguono tutte le funzioni che la capsula svolge nel batterio
- resistenza all'essiccamento: gli zuccheri che costituiscono la capsula, sono molecole altamente idrofile che, quindi, tendono a trattenere e assorbire molecole d'acqua, contribuendo a proteggere la cellula dalla disidratazione.
- adesione: favorisce l'adesione cellula-cellula e cellula-substrato.
- riserva: in alcuni casi, abbastanza rari, i polisaccaridi che costituiscono la capsula possono venire ridotti a monomeri di zucchero, ed essere utilizzati come fonte di energia per la cellula batterica in caso di necessità. In natura questo fenomeno si osserva soprattutto legato alle fasi di crescita della cellula: negli streptococchi, ad esempio, la capsula viene sintetizzata nelle fasi precoci, quando la quantità di nutrienti non è limitante, mentre nelle fasi successive la capsula viene metabolizzata e i monomeri che la costituiscono utilizzati come nutrienti, quando possibile.
- virulenza: la capsula batterica rappresenta un importante fattore di virulenza; in realtà questo ruolo presenta un'apparente contraddizione, in quanto: la capsula, rivestendo la cellula batterica, rende difficile la fagocitosi (che per avere luogo correttamente richiede un contatto fagocita/batterio) e questo ostacola la reazione immunitaria, ma, al tempo stesso, gli zuccheri costituenti la capsula rappresentano degli antigeni che possono dar luogo ad un riconoscimento specifico da parte degli anticorpi, e quindi favorire la reazione immunitaria dell'ospite. Questa apparente ambiguità è dovuta alla presenza di due tipi di risposta nel sistema immunitario, una aspecifica, che non richiede alcun tipo di riconoscimento e che si basa sul contatto fra la membrana di cellule fagocitarie e la superficie di cellule batteriche; è mediata da cellule fagociatarie quali macrofagi e neutrofili: è la prima a reagire ad un'infezione e, fra le altre cose, è molto importante per la selezione delle cellule della risposta secondaria,  quest'ultima è una risposta specifica che, come dice il nome stesso, si basa sul riconoscimento specifico di un antigene da parte di un anticorpo; questa reazione, nelle fasi iniziali, è più debole rispetto a quella aspecifica, dalla quale viene potenziata a seguito dell'esposizione antigenica sul complesso maggiore di istocompatibilità da parte delle cellule fagocitarie (e dei linfociti B). Nelle fasi iniziali la risposta aspecifica ha quindi una grande importanza, ed ostacolare questo tipo di risposta consente al batterio di poter invadere "facilmente" i tessuti dell'ospite; bisogna inoltre notare che gli antigeni di natura saccaridica, come quelli esposti dalla capsula, pur fornendo una base per la risposta specifica, non possono contribuire alla formazione delle cellule di memoria (solo gli antigeni proteici hanno questa peculiarità).

### Regolazione della Sintesi
Come abbiamo detto, la capsula non è una struttura fondamentale e, di conseguenza, non è sempre presente nei batteri; vediamo quali sono i fattori che determinano la presenza o meno della capsula batterica:
- genetici: perché si abbia la sintesi di una certa struttura c'è ovviamente bisogno degli enzimi che si occupano di tale sintesi; ne segue che uno dei fattori da cui dipende la presenza della capsula, sia quello genetico: in assenza dei geni responsabili della sintesi di uno o più degli enzimi coinvolti nella formazione della capsula, questa non può essere prodotta. A tal proposito si veda anche l'esperimento di Griffith

- ambientali: l'altro fattore che influenza la formazione della capsula è quello ambientale: in linea di massima possiamo dire che la capsula si forma quando nell'ambiente di crescita sono presenti gli elementi che la costituiscono (o sostanze da cui ricavare i costituenti); solitamente è richiesto un eccesso di carboidrati ma, in alcuni casi, son necessarie sostanze apparentemente irrilevanti. Se prendiamo l'esempio del B.antracis, vediamo che questo necessita di una grande quantità di anidride carbonica per la produzione capsulare; la capsula dell'antrace è di natura peptidica (acido glutammico) e la CO2 risulta fondamentale per la reazione di carbossilazione dell'acido piruvico, indispensabile per la produzione di acido glutammico.

## Strato Mucoso
Quando il rivestimento esterno è meno fortemente legato alla parete rispetto alla capsula prende il nome di strato mucoso.
È una struttura "amorfa"; quando è presente appare come uno strato che non ha un confine ben definito con l'ambiente esterno. La sua composizione è molto variabile, può essere formato da polisaccaridi, proteine o entrambi; la mancanza di una forma ben definita è dovuta al fatto che le sostanze che lo compongono vengono rilasciate nell'ambiente dove diffondono senza avere legami specifici di alcun tipo. La funzione dello strato mucoso è quello di ridurre l'attrito cellula-cellula e cellula-superficie, favorendo lo spostamento per scivolamento.

## Metodi di visualizzazione
Vi sono diversi metodi per mettere in evidenza la presenza della capsula batterica.
La cellula può essere visualizzata con il microscopio ottico, tramite particolari tecniche, o con osservazione diretta al microscopio elettronico (a scansione o a trasmissione).
Due sono le tecniche utilizzabili per la visualizzazione della capsula al microscopio ottico:
- colorazione negativa
- reazione di Neufeld

### Colorazione Negativa

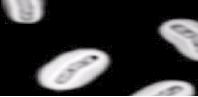
Visualizzazione della capsula al microscopio ottico tramite colorazione negativa

La colorazione negativa si basa sull'utilizzo di nigrosina; la nigrosina non viene assorbita dalla capsula, e questo fa sì che le regioni colorate risultino due: l'ambiente in cui si trovano le cellule batteriche, e il corpo del batterio stesso, mentre rimane chiara (praticamente bianca) la regione della capsula; ne segue che, in questo modo, la capsula può essere osservata come un alone chiaro attorno al corpo del batterio.

### Reazione di Neufeld

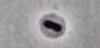
Capsula messa in evidenza dalla reazione di rigonfiamento capsulare di Neufeld

L'altro metodo che ci consente di visualizzare la capsula batterica al microscopio ottico, è la reazione di rigonfiamento capsulare di Neufeld (o reazione quellung); questo metodo si basa sul fatto che le componenti polisaccaridiche della capsula fungono come antigeni per degli anticorpi specifici; il legame fra la capsula e gli anticorpi in questione, causa una reazione di rigonfiamento capsulare che consente di visualizzare più facilmente la capsula stessa.
Il rigonfiamento si pensa sia causato da un aumento dell'idratazione della capsula mediato dagli anticorpi.